# Rugby à XV en Italie

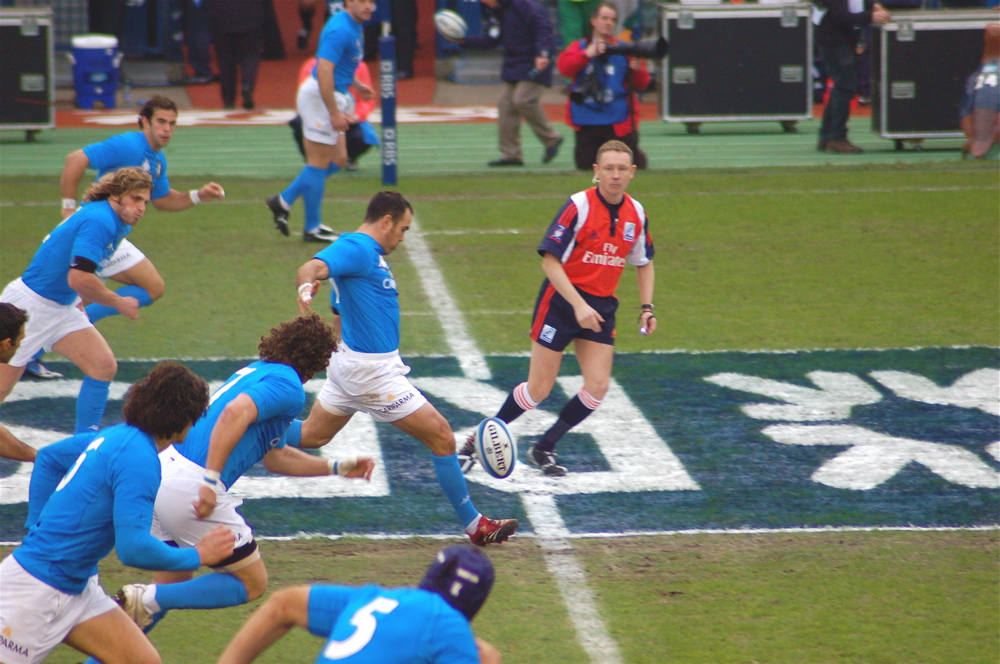
Coup d'envoi de l'Italie lors d'un match international.

Le rugby à XV s'est diffusé en Italie depuis la France voisine au début du XXe siècle, puis s'est structuré dans les années 1920 autour d'une fédération, avec un championnat (it) et une équipe nationale. La fédération compte de nos jours environ 74 000 membres masculins et 8 000 féminins, répartis en un peu plus de 1000 de clubs, principalement dans le nord du pays. Malgré l'omniprésence du football, le rugby est populaire chez les tifosi ; les matchs de l'équipe nationale attirent jusqu'à plus de 80 000 spectateurs au stade olympique de Rome.
L'Italie a participé à toutes les coupes du monde depuis sa création en 1987, 2 fois en rugby féminin, et dispute le Tournoi des Six Nations depuis 2000, également en rugby féminin. Selon le classement de World Rugby en 2018, l'équipe nationale masculine est au 14e rang mondial tandis que l'équipe féminine est mieux classée au 8e rang. Deux clubs italiens de Trévise et Parme participent au championnat multinational Pro14, ainsi qu'à la Coupe d'Europe ou à la Challenge Cup suivant leurs résultats.

## Histoire

### Les débuts

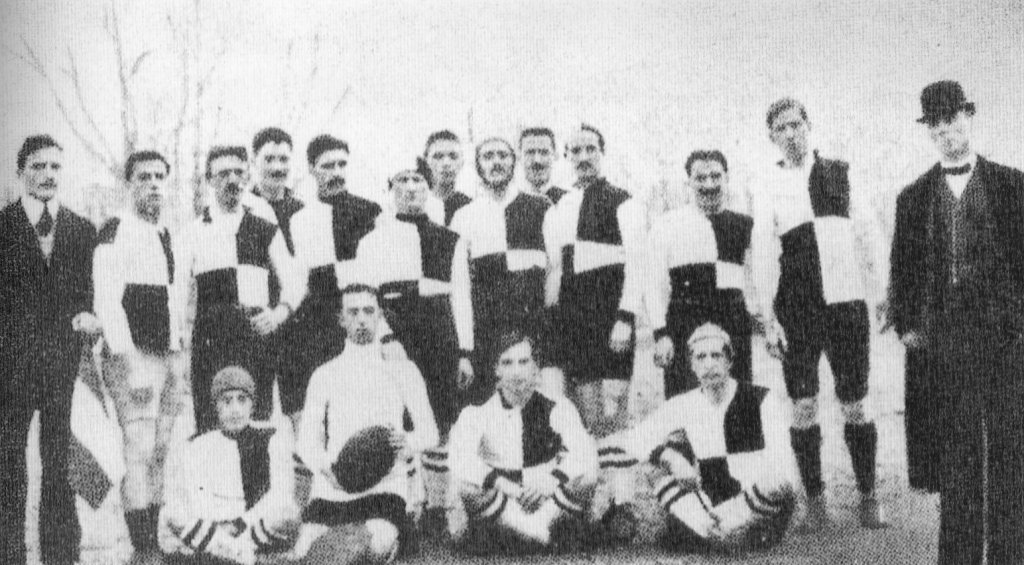
Photo d'équipe de l'US Milanese en 1911.

Des formes de football où l'on jouait avec les mains étaient pratiquées en Italie depuis l'époque romaine jusqu'au Moyen Âge. Il est souvent dit que des étudiants français de l'université de Milan ont introduit le rugby à XV dans la péninsule en 1911, mais il a été établi que des communautés de Britanniques l'avaient déjà fait à Gênes entre 1890 et 1895. Quoi qu'il en soit c'est dans le nord urbain, particulièrement Milan et Turin, que le rugby commence à se développer en Italie.
La première rencontre dont une trace a été conservée est un match de démonstration qui oppose le Sporting club universitaire de France rugby, mené par Jules Cadenat au Servette de Genève en 1910, à Turin. La première rencontre jouée par une équipe italienne a lieu l'année suivante entre l'US Milanese et Voiron (France). Le 25 juillet 1911 un Comité de propagande est érigé. Il deviendra la Fédération italienne de rugby (Federazione Italiana Rugby, F.I.R.) en 1928,. La même année l'Ambrosiana Milano (Milan) vainc le R.C.T. Bucarest (15-3).
C'est sous le régime de Mussolini que le XV prend son véritable essor. L'idéologie fasciste promeut la pratique sportive, et particulièrement le football et le rugby, sports collectifs et « fraternels », qui sont mis en avant. À l'époque, le rugby a XV a deux autres avantages aux yeux de Mussolini : il est amateur, et c'est un sport de combat.

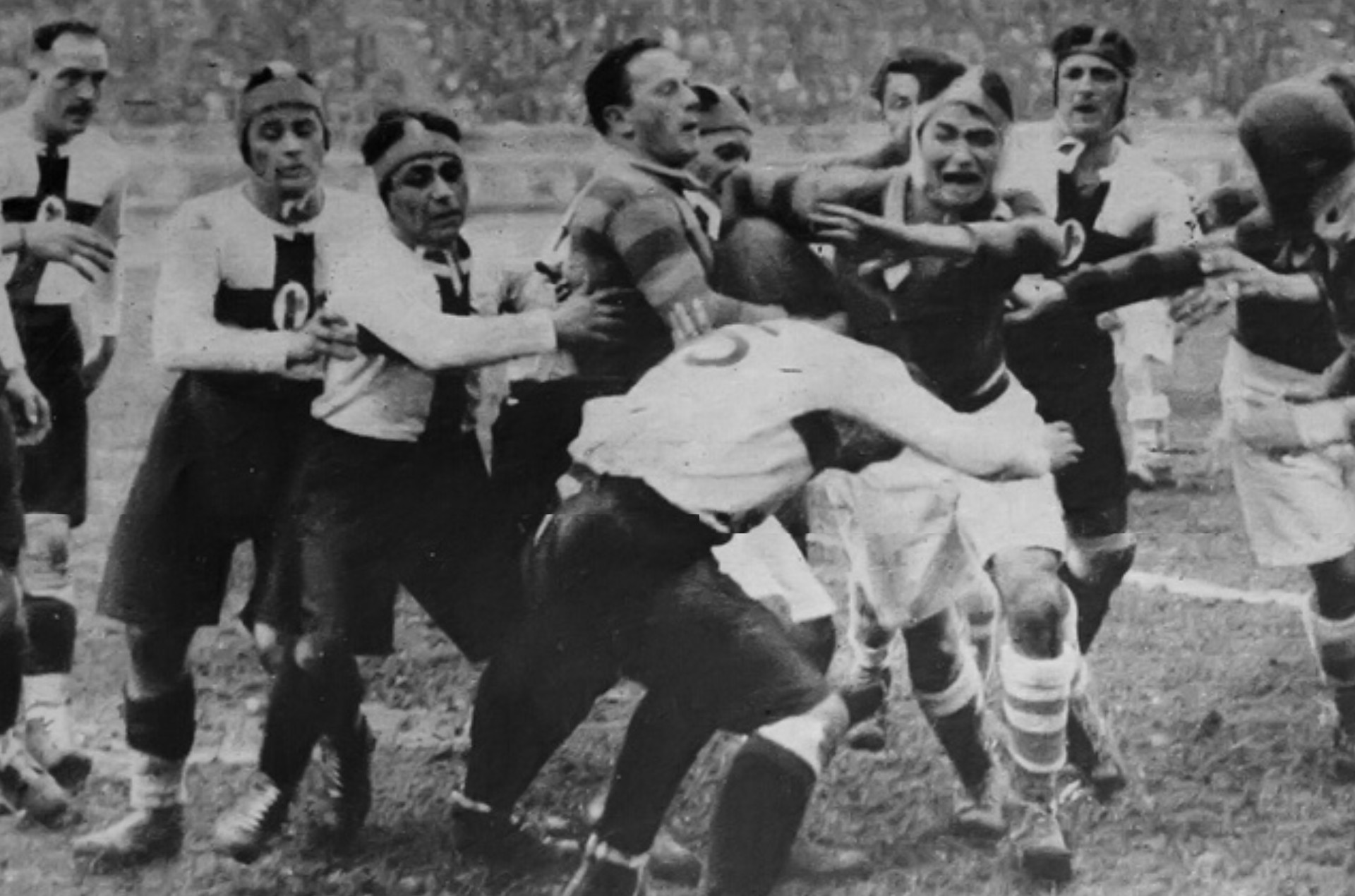
Match entre l'Ambrosiana Rugby et le Paris UC, à l'Arena Civica en 1928.

En 1929 a lieu le premier championnat d'Italie, gagné par l'Ambrosiana Milano. Il regroupe alors 6 des 16 équipes existant en Italie. C'est en mai de la même année que l'équipe nationale joue sa première rencontre internationale, contre l'Espagne, à Barcelone, et perd 9 à 0. L'année suivant les Italiens prennent leur revanche à l'Arena Civica de Milan, en battant les Ibériques (3-0).
Dans les années 1930, le rugby à XV se répand en Italie, principalement dans les grandes villes telles que Milan, Rome, Turin, Bologne, Padoue, Naples, Catane, Gênes, Brescia, et Parme,. Il s'implante particulièrement bien en Vénétie. D'après l'historien du rugby Elvis Lucchese, cette région constitue « un territoire agricole avec une culture un peu conservatrice, proche des valeurs du Sud-Ouest français, qui se marie bien avec le rugby de l'époque ». 
En 1935, l'Italie, sous les ordres de Julien Saby, affronte pour la première fois l'équipe de France au Stade Flaminio, lors du premier Tournoi européen FIRA et perd (6-44). En 1937 l'Italie affronte de nouveau la France et perd 43 à 5. Dans ces années-là, le rugby italien prend pour modèle le rugby français. 

### Après 1945

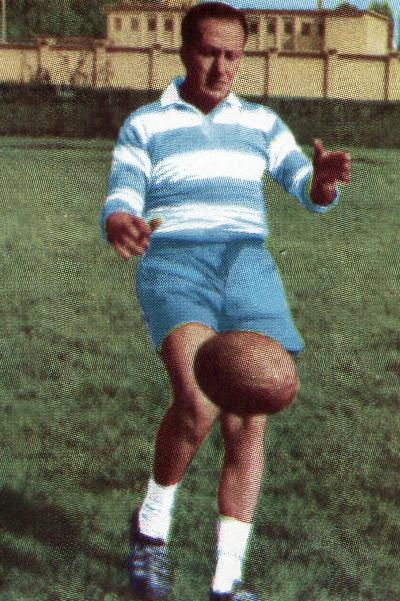
Marcello Martone, joueur-phare du Partenope Rugby de Naples champion d'Italie 1965 et 1966.

Après la Seconde Guerre mondiale, la tendance s'inverse, et le XV dont l'image est identifiée à celle du régime fasciste, est délaissé. Pour revitaliser son sport, la fédération crée de nouveaux clubs fers de lance dans des villes moyennes : Trévise, L'Aquila, Rovigo, Venise. Ces villes n'ayant pas de clubs de football de haut niveau, le rugby à XV, sans concurrence, s'y épanouit rapidement. Une culture rugby s'ancre durablement dans ces villes, et le sport se développe de nouveau au niveau national. 
Après le conflit le rugby italien est également influencé par la présence des troupes alliées en Italie (Australie, Nouvelle-Zélande). Mais le style de jeu italien reste proche du jeu français jusqu'aux années 1970. La Vénétie (Rovigo, Padoue et Trévise) domine rapidement le rugby italien, gagnant le surnom de République du rugby italien. Parme et L'Aquila deviennent également des centres importants du rugby à XV.
Dans les années 1970 le rugby italien connaît d'importants progrès grâce à des joueurs (John Kirwan, Naas Botha, Michael Lynagh) et à des entraîneurs (Julien Saby, Roy Bish, Greenwood, Nelie Smith) étrangers arrivant dans le championnat d'Italie. Des entraîneurs étrangers sont également choisis pour s'occuper de l'équipe nationale, comme Georges Coste. En 1973 l'équipe nationale, entraînée par l'ancien joueur sud-africain Amos du Ploony fait une tournée en Afrique du Sud. D'autres ont lieu en Angleterre, en Écosse, en Australie et en Nouvelle-Zélande.
Puis dans les années 1980, l'économie italienne se libéralise sur le modèle des États-Unis de Ronald Reagan. L'argent afflue dans le sport italien. Le rugby voit en particulier arriver le magnat Silvio Berlusconi dont le projet de grand club omnisports à Milan met en tête de gondole le rugby. Les stars affluent : David Campese, Diego Dominguez, Federico Williams (it).
À partir de 1980 l'Italie caresse le rêve de participer au Tournoi des Cinq Nations, et les victoires obtenues contre des membres de la Coupe d'Europe des nations (Roumanie, Espagne, Géorgie), voire contre la France, l'Écosse, le Pays de Galles et l'Irlande font des Italiens des candidats sérieux. L'Italie participe au premier match de la coupe du monde de rugby en 1987 contre la Nouvelle-Zélande le 22 mai 1987. La défaite est lourde pour l'équipe italienne : 70 à 6.
En 1995 ils sont battus par l'Angleterre 20 à 27. Durant les années 1990 les Italiens construisent une bonne équipe qui rencontre des succès face aux équipes des V nations, comme ces deux victoires contre l'Irlande le 4 janvier 1997 (37-29) et le 20 décembre de la même année (37-22).
Le 22 mars 1997 ils gagnent pour la première fois une rencontre contre la France 40 à 32 à Grenoble. En janvier 1998, c'est l'Écosse qui tombe (25-21). La même année durant les qualifications pour la coupe du monde de 1999 ils perdent contre l'Angleterre 23 à 15 mais se plaignent au sujet d'un essai d'Alessandro Troncon que l'arbitre a annulé.

### Depuis 2000
En 2000 l'Italie rejoint le Tournoi des Cinq Nations mais cela coïncide avec le départ de plusieurs de leurs meilleurs joueurs. Malgré tout l'équipe gagne son premier match dans cette compétition, contre l'Écosse par 34 à 20.
Depuis leur participation au tournoi est remise en question, mais ils y ont répondu en pratiquant un jeu plus discipliné. En 2001 et 2002 ils ne gagnent pas une seule rencontre du tournoi, et l'entraîneur Brad Johnstone est licencié en 2002.

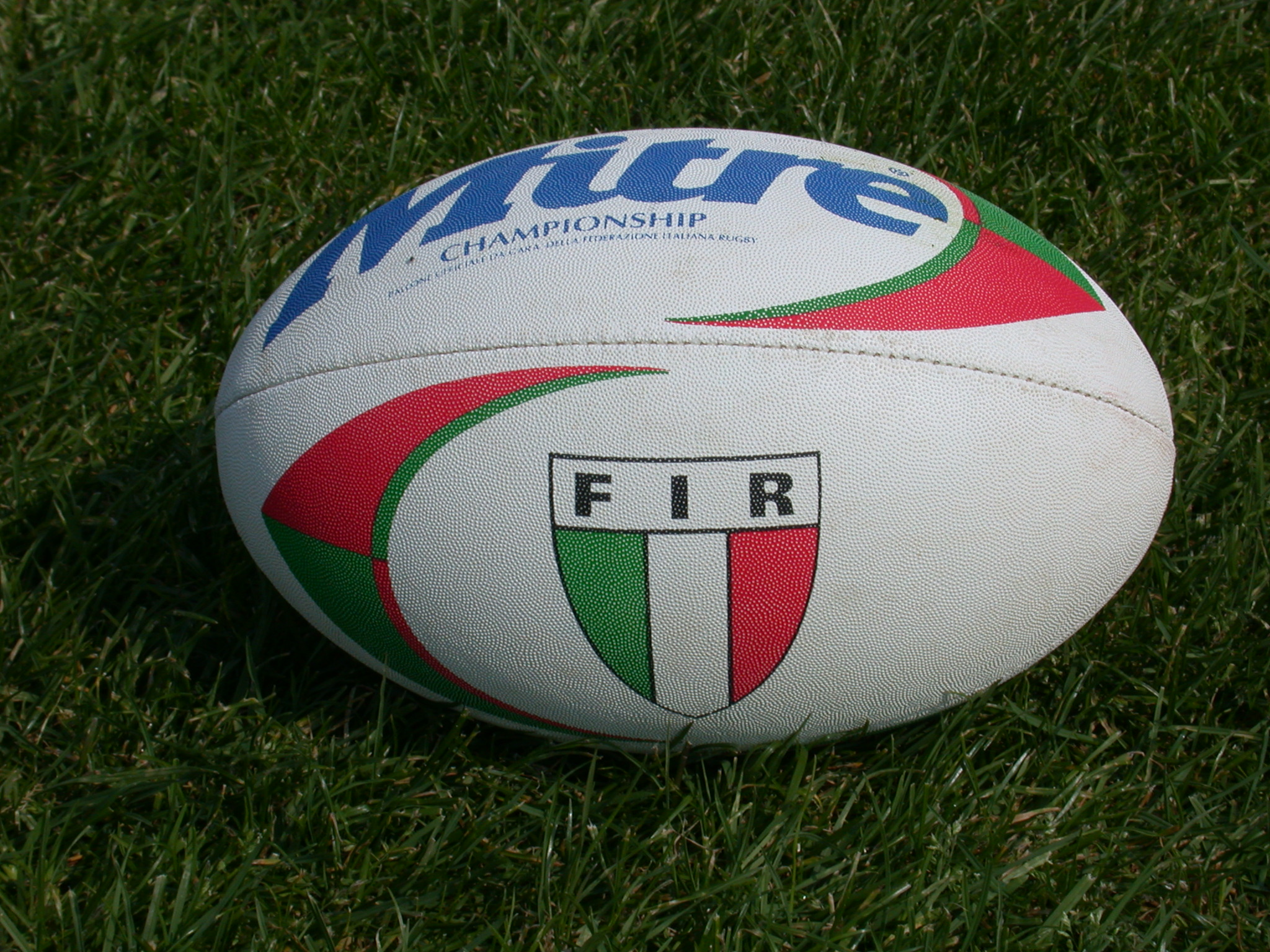
Ballon de rugby italien.

Il est alors remplacé par John Kirwan. Les Italiens gagnent un deuxième match en 2003 contre le Pays de Galles 30 à 22. Pour la première fois l'équipe ne termine pas à la dernière place de la compétition. Elle remporte ensuite deux matchs durant la coupe du monde de 2003, mais échoue lors du Tournoi des Six Nations (à cause d'un calendrier dur : 4 matchs en 14 jours). Il faut attendre 2004 pour voir la Squadra Azzurra connaître une nouvelle victoire, cette fois-ci face à l'Écosse. En 2005 l'Italie termine dernière du Tournoi des Six Nations, sans gagner un match, et John Kirwan est remplacé par les Français Pierre Berbizier et Jean-Philippe Cariat. Par la suite les Italiens réalisent une tournée en Argentine où ils créent la surprise en gagnant l'une des deux rencontres 30 à 29. Toutefois les Pumas tiennent leur revanche lorsqu'ils battent l'Italie lors d'une rencontre à Gênes (39-22).
En 2006, lors du Tournoi des Six Nations, les Italiens opposent une forte résistance à leurs adversaires, et obtiennent leur premier succès à l'extérieur dans cette compétition avec un match nul contre le Pays de Galles(18 à 18), et ne s'inclinent face à l'Écosse (13 à 10) qu'à cause d'une pénalité accordée à l'Écosse en fin de partie.
Grâce à la présence de joueurs italiens participant aux compétitions européennes de clubs, le niveau de jeu de l'équipe nationale s'accroît constamment, mais il faudra attendre longtemps avant qu'elle remporte le tournoi. De plus en plus d'Italiens regardent les matchs de rugby. L'une des raisons d'être optimiste pour le rugby italien est que leurs meilleurs joueurs sont plutôt jeunes et vont probablement s'améliorer avec le temps. De plus le budget de la Fédération Italienne de Rugby a connu une forte augmentation : il atteint actuellement vingt-et-un millions d'euros.
En 2007, l'Italie joue dans la poule C de la coupe du monde, où elle affronte la Nouvelle-Zélande, l'Écosse, la Roumanie et le Portugal. Elle termine troisième de sa poule, derrière la Nouvelle-Zélande et l’Écosse.
Toujours en 2007, l'Italie signe sa première victoire à l'extérieur dans le cadre du Tournoi des Six Nations face à l'Écosse, à Murrayfield sur le score de 17-37. Deux semaines plus tard, la Squadra s'impose contre le Pays de Galles, au Stadio Flaminio. Le résultat, 23 à 20, est historique. C'est en effet la première année depuis son insertion en 2000 que l'Italie remporte deux matchs dans le Tournoi.
Le 19 novembre 2016 à Florence, le XV d'Italie du capitaine Sergio Parisse s'impose face à l'Afrique du Sud pour la première fois de son histoire, 20-18.
Au XXIe siècle encore, le rugby demeure plus pratiqué dans le nord du pays, et particulièrement la Vénétie, que dans le Mezzogiorno. Sur les 30 titres de champions d'Italie distribués entre 1993 et 2022, plus de la moitié sont remportés par le trio vénète Padoue, Trévise et Rovigo, alors que dans le même temps plus aucun club du sud ne figure dans l'élite.

## Institution dirigeante
La Fédération italienne de rugby à XV est l'institution dirigeante de ce sport. 
La Federazione Italiana Rugby ou FIR est une organisation membre de l'International Rugby Board (IRB) qui régit l'organisation du rugby à XV en Italie.
Elle regroupe les fédérations régionales, les clubs, les associations, les sportifs, les entraîneurs, les arbitres, pour contribuer à la pratique et au développement du rugby dans tout le territoire italien.
Elle gère le rugby féminin et masculin. 
Elle est créée le 28 septembre 1928. En 1929 la fédération organise le premier championnat national.
La FIR compte environ :
- 80 000 licenciés ;
- 1024 clubs.

## Compétitions
Le championnat d'Italie de rugby à XV rassemble l'élite des clubs italiens. Ce championnat est dénommé Serie A Elite. Le championnat est créé en 1928-1929. Depuis 2002, l'élite italienne est réduite à dix clubs contre seize précédemment. Le Serie A Elite constitue l'élite du rugby italien devant la Serie A (20 clubs) et la Serie B (40 clubs).
Après une phase de championnat en matchs aller-retour, les quatre premiers jouent la phase finale en matchs éliminatoires (demi-finale, final) pour désigner le vainqueur final.
Les clubs de l'édition 2010-2011 sont :

## Popularité
En Italie, la passion du rugby est minoritaire par rapport au football, sport roi dans le pays, et se limite aux régions du Nord situées en Padanie, la passion du rugby est très faible dans le reste du pays, voir quasi inexistante dans certains parties du pays comme le Mezzogiorno.
718 clubs accueillent en Italie près de 65 000 licenciés masculins, pour 8 000 joueuses. Parme compte deux équipes au plus haut niveau (Overmach Rugby Parma et SKG GRAN Parma Rugby), comme Rome. La majorité des équipes sont originaires de l'Italie du Nord (Émilie-Romagne (Parme), Lombardie (Calvisano, Viadana), Vénétie (Padoue, Rovigo, Trévise, Venise)). 
L'expansion du rugby à XV en Italie a permis une amélioration du championnat domestique. Des industriels ont investi (Silvio Berlusconi, Benetton), nombre de joueurs italiens ont été recrutés par les meilleurs clubs anglais ou français.
Lors du Tournoi des Six Nations 2007, l'Italie a remporté deux victoires et terminé à la quatrième place, meilleure performance jamais réussie. L'intérêt des medias et du public reste constant et bon enfant alors que l'équipe nationale n'a toujours pas passé le premier tour de la Coupe du monde et qu'une victoire dans le tournoi n'est pas encore envisageable.
Des techniciens étrangers de grand renom sont engagés pour aider l'équipe nationale et les clubs italiens (John Kirwan, Philippe Berbizier, Nick Mallett, Jacques Brunel).
Le 8 mars 2010 la Fédération italienne de rugby à XV annonce que deux franchises italiennes venant du Super 10 intègrent la Celtic League : le Benetton Trévise et Aironi Rugby (franchise créée à la suite de la fusion de plusieurs clubs et remplacée après deux saisons par les Zebres).

## Équipe nationale
L'équipe nationale dispute des rencontres internationales depuis la fin des années 1920; au 23 mars 2009, elle est douzième au classement des équipes nationales de rugby. Elle dispute depuis 2000 le Tournoi des Six Nations, sans pouvoir encore prétendre l'emporter. De même, s'ils participent à chaque édition de la Coupe du monde de rugby à XV, les Azzurri n'ont jamais dépassé le cap des matchs de poule.
En 2008, les joueuses de l'équipe nationale ont également l'honneur et l'avantage de disputer le tournoi.